# Ешленд (округ, Вісконсин)
Шаблон:StateAbbr_ 46°43′ пн. ш. 90°34′ зх. д. / 46.71° пн. ш. 90.56° зх. д.
 Ешленд (англ. Ashland County) — округ (графство) у штаті  Вісконсин. Ідентифікатор округу 55003.

## Історія
Округ утворений 1860 року.

## Демографія
За даними перепису 
2000 року 
загальне населення округу становило 16866 осіб, зокрема міського населення було 7851, а сільського — 9015.
Серед них чоловіків — 8307, а жінок — 8559. В окрузі було 6718 домогосподарств, 4281 родин, які мешкали в 8883 будинках.
Середній розмір родини становив 3,01.
Віковий розподіл населення поданий у таблиці:
| Стать    | До 15 років | 15-21 | 22-29 | 30-39 | 40-49 | 50-65 | 65-85 | Понад 85 |
| -------- | ----------- | ----- | ----- | ----- | ----- | ----- | ----- | -------- |
| Чоловіки | 1874        | 1021  | 717   | 1110  | 1256  | 1246  | 966   | 117      |
| Жінки    | 1582        | 1041  | 784   | 1090  | 1248  | 1213  | 1270  | 331      |

## Суміжні округи
- Кук, Міннесота — північ
- Онтонагон, Мічиган — північний схід
- Гогібік, Мічиган — північний схід
- Айрон — схід
- Прайс — південний схід
- Соєр — південний захід
- Бейфілд — захід
- Лейк, Міннесота — північний захід

## Виноски
1. ↑  U.S. Decennial Census. United States Census Bureau. Архів оригіналу за 26 квітня 2015. Процитовано 2 серпня 2015.
2. ↑  Historical Census Browser. University of Virginia Library. Архів оригіналу за 11 серпня 2012. Процитовано 2 серпня 2015.
3. ↑  Forstall, Richard L., ред. (27 березня 1995). Population of Counties by Decennial Census: 1900 to 1990. United States Census Bureau. Архів оригіналу за 18 липня 2015. Процитовано 2 серпня 2015.
4. ↑  Census 2000 PHC-T-4. Ranking Tables for Counties: 1990 and 2000 (PDF). United States Census Bureau. 2 квітня 2001. Архів оригіналу (PDF) за 18 грудня 2014. Процитовано 2 серпня 2015.
5. ↑  State & County QuickFacts. United States Census Bureau. Архів оригіналу за 6 липня 2011. Процитовано 17 січня 2014.(англ.) Наведено за англійською вікіпедією.
6. ↑  American FactFinder. Бюро перепису населення США. Архів оригіналу за 21 травня 2008. Процитовано 31 січня 2008.

| США | Це незавершена стаття з географії США. Ви можете допомогти проєкту, виправивши або дописавши її. |